# Litouwen op het Eurovisiesongfestival 2025
Litouwen neemt deel aan het Eurovisiesongfestival 2025 in Bazel, Zwitserland. De Litouwse omroep, Lietuvos radijas ir televizija (LRT), gebruikte de nationale selectie Eurovizija.LT 2025 om hun vertegenwoordiger te selecteren.

## Eurovizija.LT 2025
Tussen 11 januari 2025 en 15 februari 2025 gaat de LRT op zoek naar een kandidaat om Litouwen te gaan presenteren in Malmö. 81 nummers werden ontvangen bij de LRT. 45 nummers (5 meer dan vorig jaar) mogen aantreden in een van de vijf halve finales die plaatsvinden in Vilnius. Per liveshow zingen 9 kandidaten, waarvan er 2 naar de grote finale op 15 februari 2025 mogen. 
De live finale vindt plaats op 15 februari 2025 met 10 finalisten. De show vond plaats in de Žalgiris Arena van Kaunas. Een combinatie van 50% jury en 50% televoting bepaalde de 3 superfinalisten, die vervolgens via televoting de winnaar afvaardigden.  
|    | Artiest             | Lied                  | Jury | Televote | Totaal | Plaats |     |                          |   |   |   |    |
| -- | ------------------- | --------------------- | ---- | -------- | ------ | ------ | --- | ------------------------ | - | - | - | -- |
| 1  | Artiest             | Lied                  | Jury | Televote | Totaal | Plaats | Noy | "Just Take Me on a Date" | 0 | 0 | 0 | 12 |
| 2  | Gøya                | "After Storm"         | 6    | 5        | 11     | 6      |     |                          |   |   |   |    |
| 3  | Liepa               | "Ar mylėtum"          | 7    | 7        | 14     | 3      |     |                          |   |   |   |    |
| 4  | Gebrasy             | "Whole"               | 0    | 0        | 0      | 11     |     |                          |   |   |   |    |
| 5  | Amoralu             | "Freedom"             | 8    | 4        | 12     | 5      |     |                          |   |   |   |    |
| 6  | Anyanya             | "Running Out of Time" | 2    | 6        | 8      | 7      |     |                          |   |   |   |    |
| 7  | Justė Baradulinaitė | "Tired"               | 1    | 1        | 2      | 10     |     |                          |   |   |   |    |
| 8  | Katarsis            | "Tavo akys"           | 12   | 12       | 24     | 1      |     |                          |   |   |   |    |
| 9  | Petunija            | "Į saldumą"           | 4    | 3        | 7      | 8      |     |                          |   |   |   |    |
| 10 | Sophie Ali          | "The Bluest Bell"     | 4    | 3        | 7      | 8      |     |                          |   |   |   |    |
| 11 | Lion Ceccah         | "Drobė"               | 10   | 10       | 20     | 2      |     |                          |   |   |   |    |
| 12 | Black Biceps        | "Visaip man reik"     | 5    | 8        | 13     | 4      |     |                          |   |   |   |    |

|   | Artiest     | Lied         | Televoting | Plaats |
| - | ----------- | ------------ | ---------- | ------ |
| 1 | Katarsis    | "Tavo akys"  | 15.889     | 1      |
| 2 | Liepa       | "Ar mylėtum" | 6.655      | 3      |
| 3 | Lion Ceccah | "Drobė"      | 11.255     | 2      |

## In Bazel
Litouwen trad aan in de tweede halve finale op 15 mei 2025. Ze wisten zich te kwalificeren voor de grote finale, waar ze als vijfde act optraden. Op het einde van de avond bleek dat de groep 16de werd met 96 punten. Van de Oekraïense kijkers kreeg de groep 12 punten. 